# Oscar du meilleur court métrage (prises de vues réelles)
L’Oscar du meilleur court métrage (prises de vues réelles) (Academy Award for Live Action Short Film), est une récompense cinématographique américaine décernée chaque année depuis 1932 par l'Academy of Motion Picture Arts and Sciences (AMPAS), laquelle décerne également tous les autres Oscars.
Il se différencie de l'Oscar du meilleur court-métrage d'animation et de l'Oscar du meilleur court-métrage documentaire car il ne concerne que des films en prises de vues réelles abordant un sujet de manière fictionnelle, même s'il peut évidemment s'inspirer de faits réels. Comme l'Oscar du meilleur film, il est sauf exception remis aux producteurs du film (ou à la société de production dans les premières années) et non au réalisateur.
Selon les années, la récompense a été divisée en plusieurs catégories annexes :
- de 1932 à 1936 : Meilleur court-métrage - Comédie (Best Short Subject - Comedy) et Meilleur court-métrage - Nouveauté (Best Short Subject - Novelty)
- de 1937 à 1938 : Meilleur court-métrage en une bobine (Best Short Subject - One-reel), Meilleur court-métrage en deux bobines (Best Short Subject -Two-reel), Meilleur court-métrage en couleur (Best Short Subject - Color)
- de 1939 à 1957 : Meilleur court-métrage en une bobine (Best Short Subject - One-reel) et Meilleur court-métrage en deux bobines (Best Short Subject -Two-reel)

Depuis 1958, il n'existe plus qu'une seule catégorie : Meilleur court-métrage en prises de vues réelles (Best Live Action Short Film).
Quelques grands noms du cinéma international ont reçu la statuette, parmi lesquels Mack Sennett, Alain Resnais, Andrea Arnold, Claude Berri et Pierre Étaix.

## Palmarès
Note :  L'année indiquée est celle de la cérémonie, récompensant les films sortis au cours de l'année précédente. Les lauréats sont indiqués en tête de chaque catégorie et en caractères gras. Les noms des réalisateurs ont été indiqués par commodité, bien qu'ils n'aient pas été récompensés personnellement avant 1989.

### Années 1930
- 1932 :
  - Comédie : Livreurs, sachez livrer ! (The Music Box), produit par Hal Roach
  - Nouveauté : Wrestling Swordfish, produit par Mack Sennett
    - Screen Souvenirs
    - Swing High
- 1934 :
  - Comédie : So This Is Harris !, produit par Louis Brock
  - Nouveauté : Krakatoa, produit par Joe Rock
    - Menu
    - The Sea
- 1935 :
  - Comédie : La Cucaracha, produit par Kenneth Macgowan
  - Nouveauté : City of Wax, produit par Horace Woodard, Stacy Woodard
    - Bosom Friends
    - Strikes and Spares
- 1936 :
  - Comédie : How to Sleep, produit par Jack Chertok
  - Nouveauté : Wings Over Everest, produit par Gaumont British and Skibo Productions
    - Audioscopiks
    - Camerathrills
- 1937 :
  - Couleur : Give Me Liberty, produit par Warner Bros. Pictures
    - La Fiesta de Santa Barbara, produit par MGM
    - Popular Science J-6-2, produit par Paramount

  - Une bobine : Bored of Education, produit par Hal Roach
  - Deux bobines : The Public Pays, produit par Metro-Goldwyn-Mayer
    - Double or Nothing - Warner Bros.
    - Dummy Ache - RKO Pictures
- 1938 :
  - Couleur : Penny Wisdom, produit par Pete Smith
    - The Man Without a Country, produit par Warner Bros.
    - Popular Science J-7-1, produit par Paramount

  - Une bobine : The Private Life of the Gannets, produit par Skibo Productions
  - Deux bobines : Torture Money, produit par Metro-Goldwyn-Mayer
    - Deep South - RKO Pictures
    - Should Wives Work - RKO Pictures
- 1939 :
  - Une bobine : That Mothers Might Live, produit par Metro-Goldwyn-Mayer
  - Deux bobines : Declaration Of Independence, produit par Warner Bros.
    - Swinging in the Movies - Warner Bros.
    - They're Always Caught - MGM

### Années 1940
- 1940 :
  - Une bobine : Busy Little Bears, produit par Paramount Pictures
  - Deux bobines : Sons of Liberty, produit par Warner Bros.
    - Drunk Driving - MGM
    - Five Times Five - RKO Pictures
- 1941 :
  - Une bobine : Quicker N a Wink, produit par Pete Smith
  - Deux bobines : Teddy, the Rough Rider, produit par Warner Bros.
    - Eyes of the Navy - MGM
    - Service with the Colors - Warner Bros.
- 1942 :
  - Une bobine : Of Pups and Puzzles, produit par Metro-Goldwyn-Mayer
  - Deux bobines : Main Street on the March!, produit par Metro-Goldwyn-Mayer
    - Alive in the Deep - Woodard Productions
    - Forbidden Passage - MGM
    - The Gay Parisian - Warner Bros.
    - The Tanks are Coming - Warner Bros.
- 1943 :
  - Une bobine : Speaking of Animals and Their Families, produit par Paramount Pictures
  - Deux bobines : Beyond the Line of Duty, produit par Warner Bros.
    - Don't Talk - MGM
    - Private Smith of the U.S.A. - RKO Pictures
- 1944 :
  - Une bobine : Amphibious Fighters, produit par Grantland Rice
  - Deux bobines : Heavenly Music, produit par Jerry Bresler, Sam Coslow
    - Letter to a Hero - Frederic Ullman
    - Mardi Gras - Walter MacEwen
    - Women at War - Gordon Hollingshead
- 1945 :
  - Une bobine : Who's Who in Animal Land, produit par Jerry Fairbanks
  - Deux bobines : I Won't Play, produit par Gordon Hollingshead
    - Bombalera - Louis Harris
    - Main Street Today - Jerry Bresler
- 1946 :
  - Une bobine : Stairway to Light, produit par Herbert Moulton, Jerry Bresler
  - Deux bobines : Star in the Night, produit par Gordon Hollingshead
    - A Gun in His Hand - Chester Franklin
    - The Jury Goes Round 'n' Round - Jules White
    - The Little Witch - George Templeton
- 1947 :
  - Une bobine : Facing Your Danger, produit par Gordon Hollingshead
  - Deux bobines : A Boy and His Dog, produit par Gordon Hollingshead
    - College Queen - George Templeton
    - Hiss and Yell - Jules White
    - The Luckiest Guy in the World - Jerry Bresler
- 1948 :
  - Une bobine : Good-Bye Miss Turlock, produit par Herbert Moulton
  - Deux bobines : Climbing the Matterhorn, produit par Irving Allen
    - Champagne for Two - Harry Grey
    - Fight of the Wild Stallions - Thomas Mead
    - Give Us the Earth - Herbert Morgan
    - A Voice is Born - Ben Blake
- 1949 :
  - Une bobine : Symphony of a City, produit par Edmund H. Reek
  - Deux bobines : L'Île aux phoques (Seal Island), produit par Walt Disney
    - Calgary Stampede - Gordon Hollingshead
    - Going to Blazes - Herbert Morgan
    - Samba Mania - Harry Grey
    - Snow Capers - Thomas Mead

### Années 1950
- 1950 :

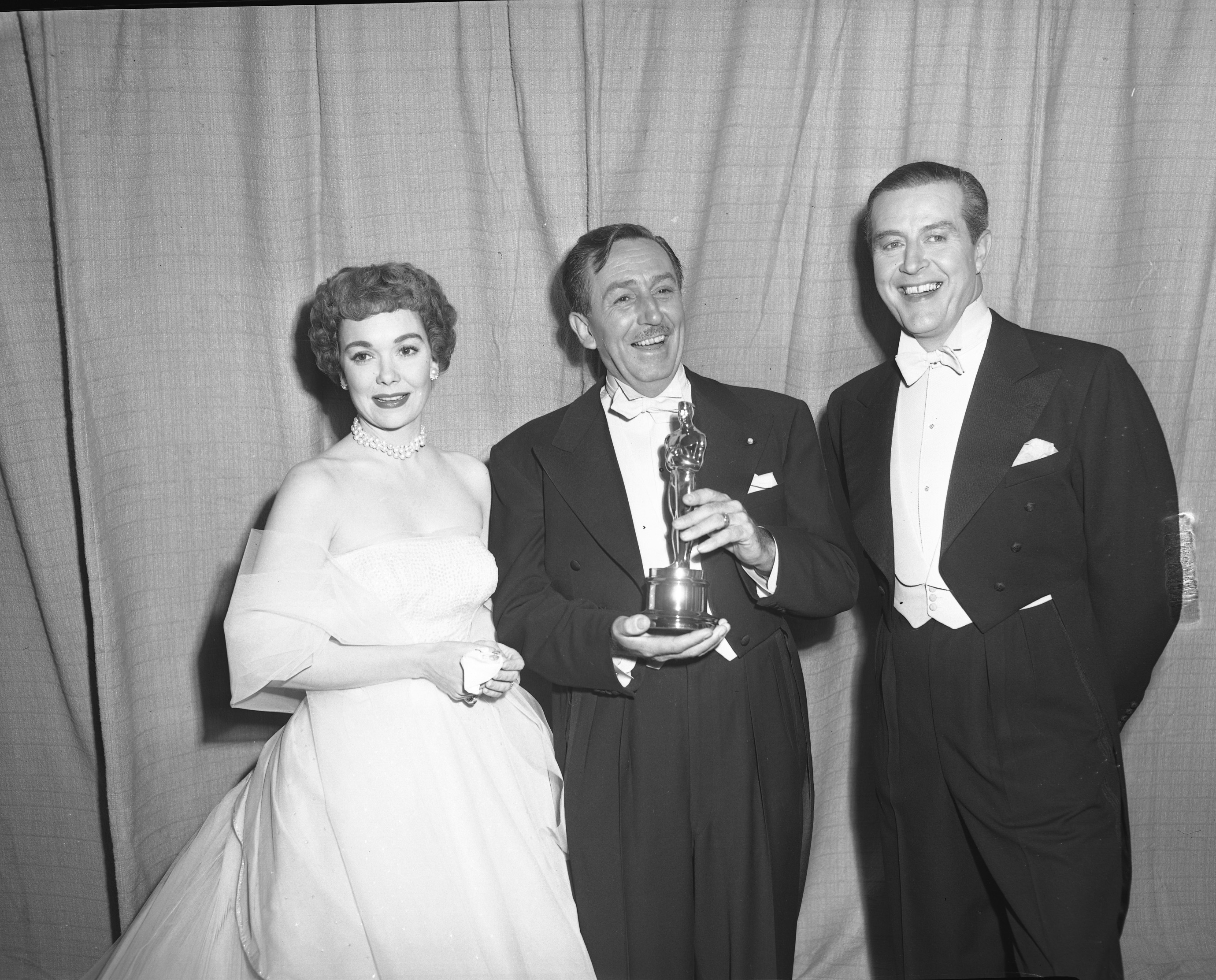
Walt Disney avec son Oscar en 1953 en tant que producteur du film Les Oiseaux aquatiques (Water Birds), en compagnie de Jane Wyman et Ray Milland.

  - Une bobine : Aquatic House Party, produit par Jack Eaton (en)
  - Deux bobines : Van Gogh, produit par Gaston Diehl, Robert Haessens
    - Boy and the Eagle- William Lasky
    - Chase of Death - Irving Allen
    - The Grass Is Always Greener - Gordon Hollingshead
    - Snow Carnival - Gordon Hollingshead
- 1951 :
  - Une bobine : Grandad of Races, produit par Gordon Hollingshead
  - Deux bobines : In Beaver Valley, produit par Walt Disney
    - Grandma Moses - Falcon Films
    - My Country 'Tis of Thee - Gordon Hollingshead
- 1952 :
  - Une bobine : World of Kids, produit par Robert Youngson
  - Deux bobines : Nature's Half Acre, produit par Walt Disney
    - Balzac - Les Films Du Compass
    - Danger Under the Sea - Thomas Mead
- 1953 :
  - Une bobine : Light in the Window: The Art of Vermeer, produit par Boris Vermont
  - Deux bobines : Les Oiseaux aquatiques (Water Birds), produit par Walt Disney
    - Bridge of Time - London Film Productions
    - Devil Take Us – Herbert Morgan
    - 'Thar She Blows! - Gordon Hollingshead
- 1954 :
  - Une bobine : The Merry Wives of Windsor Overture, produit par Johnny Green
  - Deux bobines : Au pays des ours (Bear Country), produit par Walt Disney
    - Franklin et moi - Walt Disney
    - Return to Glennascaul – Mayer Kingsley, Inc.
    - Vesuvius Express - Otto Lang
    - Winter Paradise - Cedric Francis
- 1955 :
  - Une bobine : This Mechanical Age, produit par Robert Youngson
  - Deux bobines : A Time Out of War, produit par Denis Sanders, Terry Sanders
    - Beauty and the Bull - Cedric Francis
    - Jet Carrier - Otto Lang
    - Siam - Walt Disney
- 1956 :
  - Une bobine : Survival City, produit par Edmund Reek
  - Deux bobines : The Face of Lincoln, produit par Wilbur T. Blume
    - 24-Hour Alert - Cedric Francis
    - The Battle of Gettysburg - Dore Schary
    - On the Twelfth Day - George K. Arthur
    - Switzerland - Walt Disney
- 1957 :
  - Une bobine : Crashing the Water Barrier, produit par Konstantin Kalser
  - Deux bobines : The Bespoke Overcoat, produit par Romulus Films
    - Cow Dog - Larry Lansburgh
    - The Dark Wave - John Healy
    - Samoa - Walt Disney
- 1958 : The Wetback Hound, produit par Larry Lansburgh pour Walt Disney (18 min)
- 1959 : Grand Canyon de James Algar, produit par Walt Disney (29 min)

### Années 1960
- 1960 : Histoire d'un poisson rouge de Edmond Séchan, produit par Jacques-Yves Cousteau - France (19 min)
- 1961 : Day of the Painter de Robert P. Davis - États-Unis
- 1962 : Seawards the Great Ships de Hilary Harris - Royaume-Uni (28 min)
- 1963 : Heureux Anniversaire de Pierre Étaix, produit par Jean-Claude Carrière - France (15 min)
- 1964 : La Rivière du hibou de Robert Enrico, produit par Paul de Roubaix et Marcel Ichac - France (28 min)
- 1965 : Casals Conducts: 1964 de Larry Sturhahn - États-Unis (20 min)
- 1966 : Le Poulet de Claude Berri - France (15 min)
- 1967 : Wild Wings de John Taylor et Patrick Carey - Royaume-Uni (34 min)
- 1968 : A Place to Stand de Christopher Chapman - Canada (17 min)
- 1969 : Robert Kennedy remembered, produit par Charles Guggenheim - États-Unis

### Années 1970
- 1970 : The Magic Machines de Bob Curtis - États-Unis
- 1971 : The Resurrection of Broncho Billy de James R. Rokos - États-Unis (23 min)
- 1972 : Les Sentinelles du silence (Sentinels Of Silence) de Robert Amram - Mexique/États-Unis (18 min)
- 1973 : Norman Rockwell's World... An American Dream produit par Richard Barclay - États-Unis (25 min)
- 1974 : The Bolero de William Fertik - États-Unis (26 min)
- 1975 : Les borgnes sont rois d'Edmond Séchan et Michel Leroy, produit par Paul Claudon - France (15 min)
- 1976 : Angel and Big Joe de Bert Salzman - États-Unis (27 min)
- 1977 : In the Region of Ice de Peter Werner - États-Unis (37 min)
- 1978 : I'll Find a Way de Beverly Shaffer - Canada (26 min)
- 1979 : Teenage Father de Taylor Hackford - États-Unis (25 min)

### Années 1980
- 1980 : Board and Care de Ron Ellis - États-Unis
- 1981 : The Dollar Bottom de Roger Christian - Royaume-Uni (33 min)
- 1982 : Violet de Shelley Levinson - Canada/États-Unis
- 1983 : A Shocking Accident de Christine Oestreicher, d'après la nouvelle de Graham Greene - Royaume-Uni (25 min)
- 1984 : Boys and Girls de Don McBrearty - Canada (22 min)
- 1985 : Up de Mike Hoover - États-Unis (14 min)
- 1986 : Molly's Pilgrim de Jeffrey Brown - États-Unis (24 min)
- 1987 : Precious Images de Chuck Workman - États-Unis (8 min)
- 1988 : Ray's Male Heterosexual Dance Hall de Bryan Gordon - États-Unis (23 min)
- 1989 : The Appointments of Dennis Jennings de Dean Parisot, produit par Steven Wright - États-Unis (29 min)

### Années 1990
- 1990 : Work Experience de James Hendrie - Royaume-Uni (11 min)
- 1991 : The Lunch Date de Adam Davidson - États-Unis (12 min)
- 1992 : Session Man de Seth Winston - États-Unis (31 min)
- 1993 : Omnibus de Sam Karmann - France (8 min)
- 1994 : Le Voyageur Noir (Schwarzfahrer) de Pepe Danquart - Allemagne (12 min)
- 1995 :
  - Franz Kafka's It's a Wonderful Life de Peter Capaldi - Royaume-Uni (23 min) (ex aequo)
  - Trevor de Peggy Rajski - États-Unis (23 min) (ex aequo)
- 1996 : Lieberman in Love de Christine Lahti - États-Unis (39 min)
- 1997 : Dear Diary de David Frankel - États-Unis (26 min)
- 1998 : Visas and Virtue de Chris Tashima - États-Unis (11 min)
- 1999 : Election Night (Valgaften) de Anders Thomas Jensen - Danemark (30 min)

### Années 2000
- 2000 : My Mother Dreams the Satan's Disciples in New York de Barbara Schock - États-Unis
- 2001 : Quiero ser (I want to be...) de Florian Gallenberger - Mexique/Allemagne
- 2002 : The Accountant de Ray McKinnon, produit par Lisa Blount - États-Unis (35 min)
- 2003 : Der er en yndig mand de Martin Strange-Hansen - Danemark (30 min)
- 2004 : Two Soldiers de Aaron Schneider - États-Unis (40 min)
- 2005 : Wasp de Andrea Arnold - Royaume-Uni (26 min)
- 2006 : Six Shooter de Martin McDonagh - Royaume-Uni/Irlande (27 min)
- 2007 : West Bank Story de Ari Sandel - États-Unis (21 min)
- 2008 : Le Mozart des pickpockets de Philippe Pollet-Villard - France (31 min)
- 2009 : Toyland (Spielzeugland) de Jochen Alexander Freydank - Allemagne (14 min)

### Années 2010
- 2010 : The New Tenants – Joachim Back et Tivi Magnusson
- 2011 : God of Love – Luke Matheny
- 2012 : Les Hommes de la côte (The Shore) – Terry George et Oorlagh George
  - Pentecost – Peter McDonald et Eimear O'Kane
  - Raju – Max Zähle et Stefan Gieren
  - Time Freak – Andrew Bowler et Gigi Causey
  - Tuba Atlantic – Hallvar Witzø[2]
- 2013 : Curfew de Shawn Christensen
  - Asad
  - Buzkashi Boys
  - Dood van een schaduw
  - Henry
- 2014 : Helium
  - Aquel No Era Yo
  - Avant que de tout perdre
  - Pitääkö Mun Kaikki Hoitaa?
  - The Voorman Problem
- 2015 : The Phone Call de Mat Kirkby et James Lucas
  - Aya d'Oded Binnun et Mihal Brezis
  - Boogaloo and Graham de Michael Lennox et Ronan Blaney
  - La Lampe au Beurre de Yak de Hu Wei et Julien Féret
  - Parvaneh de Talkhon Hamzavi et Stefan Eichenberger
- 2016 : Stutterer de Benjamin Cleary
  - Everything Will Be Okay (en) (Alles wird gut) de Patrick Vollrath
  - Ave Maria (en) de Basil Khalil
  - Day One (en) de Henry Hughes
  - Shok (en) de Jamie Donoughue
- 2017 : La Chorale (Mindenki) – Kristóf Deák et Anna Udvardy
  - Ennemis intérieurs – Sélim Azzazi
  - La Femme et le TGV – Timo von Gunten et Giacun Caduff
  - Silent Nights (en) – Aske Bang (de) et Kim Magnusson (en)
  - Timecode – Juanjo Giménez
- 2018 : The Silent Child - Chris Overton et Rachel Shenton
  - DeKalb Elementary - Reed Van Dyk
  - The Eleven O'Clock - Derin Seale et Josh Lawson
  - My Nephew Emmett - Kevin Wilson, Jr.
  - Watu Wote/All of Us - Katja Benrath et Tobias Rosen
- 2019 : Skin de Guy Nattiv
  - Detainment – Vincent Lambe et Darren Mahon
  - Fauve – Jeremy Comte et Maria Gracia Turgeon
  - Marguerite – Marianne Farley et Marie-Hélène Panisset
  - Mother – Rodrigo Sorogoyen et María del Puy Alvarado

### Années 2020
- 2020 : The Neighbors' Window – Marshall Curry (en)
  - Brotherwood – Meryam Joobeur et Maria Gracia Turgeon
  - Nefta Football Club – Yves Piat et Damien Megherbi
  - Saria – Bryan Buckley et Matt Lefebvre
  - Une sœur – Delphine Girard
- 2021 : Two Distant Strangers – Travon Free et Martin Desmond Roe
  - Feeling trough – Doug Roland et Susan Ruzenski
  - The Letter Room (en) – Elvira Lind et Sofia Sondervan
  - The present – Farah Nabulsi
  - White eye – Tomer Shushan et Shira Hochman
- 2022 : The Long Goodbye – Aneil Karia et Riz Ahmed
  - The Dress – Tadeusz Łysiak et Maciej Ślesicki
  - Ala Kachuu - Take and Run – Maria Brendle et Nadine Lüchinger
  - On My Mind – Martin Strange-Hansen et Kim Magnusson
  - Please Hold – K.D. Dávila and Levin Menekse
- 2023 : An Irish Goodbye – Tom Berkely, Ross White
  - Ivalu – Anders Walter, Rebecca Pruzan
  - Le pupille – Alice Rohrwacher, Alfonso Cuaron
  - Night Ride – Eirik Tveiten, Gaute Lid Larssen
  - The Red Suitcase – Cyrus Neshvad
- 2024 : La Merveilleuse Histoire de Henry Sugar (The Wonderful Story of Henry Sugar) – Wes Anderson
  - The After – Misan Harriman et Nicky Bentham
  - Invincible – Vincent René-Lortie
  - Knight of Fortune – Lasse Lyskjær Noer et Christian Norlyk
  - Red, White and Blue – Nazrin Choudhury et Sara McFarlane

- 2025 : I'm Not a Robot – Victoria Warmerdam et Trent
  - A Lien – Sam Cutler-Kreutz et David Cutler-Kreutz
  - Anuja (en) – Adam J. Graves et Suchitra Mattai (en)
  - The Last Ranger – Cindy Lee et Darwin Shaw
  - L'Homme qui ne se taisait pas (Čovjek koji nije mogao šutjeti) – Nebojša Slijepčević et Danijel Pek